# Mary Jane Kelly
Mary Jane Kelly, född runt 1863, död 9 november 1888 i Miller's Court på Dorset Street i Spitalfields, antas vara Jack Uppskärarens femte och sista offer. Hon var även känd som Marie Jeanette Kelly, "Fair Emma", "Ginger" och "Black Mary".

## Biografi

### Bakgrund
Det mesta som är känt om Mary Jane Kellys bakgrund kommer från de vittnesmål som avgavs efter mordet, främst av hennes sambo Joseph Barnett. Han uppgav sig ha fått informationen från Kelly själv, varför mycket av hennes uppgifter är motstridiga och av vissa anses vara förskönade. Hon ska ha varit född i Limerick på Irland och som barn flyttat till Wales med sin familj. Enligt Barnett berättade Kelly att hennes far hette John Kelly och var arbetare på ett järnbruk i antingen Caernarfonshire eller Carmarthenshire. Hon hade enligt egen utsago sju bröder och åtminstone en syster.
Runt 1879, vid 16 års ålder, gifte sig Kelly med en kolgruvearbetare vid namn Davies, som två eller tre år senare avled i en gruvexplosion. Enligt obekräftade uppgifter ska hon ha fått ett barn under sitt äktenskap. Hon var sedan bosatt med en kusin i Cardiff, där hon arbetade som prostituerad. Det finns dock inga polisuppgifter om henne därifrån. 

### Till London, senare år
Mary Kelly bosatte sig 1884 i London. Efter ankomsten till London ska hon en tid ha varit tjänsteflicka i en butik. Därefter anställdes hon i en "fransk kvinnas" högklassbordell i det fashionabla West End. Under denna tid gjorde hon sällskap med en förmögen kund till Paris, men återvände till London eftersom hon inte tyckte om Paris
Av okända skäl avslutade hon sin anställning på bordellen och bosatte sig hos en "Mrs. Buki" på Ratcliffe Highway, St. George's Street, i East End. Buki gjorde henne vid ett tillfälle sällskap till fransyskans bordell för att hämta en del dyrbara klänningar som tidigare hade tillhört Kelly. Vid denna tid ska hon ha lidit av alkoholism.
Hon var sedan bosatt hos en Mrs. Carthy på Breezer's Hill. Kelly blev 1886 sambo med en man vid namn Morganstone, en byggarbetare anställd vid Stepney Gasworks. Efter att förhållandet hade avslutats, blev hon därefter sambo med tegelarbetaren Joseph Fleming vid Bethnal Green. Hennes förhållande med Fleming tycks aldrig ha blivit riktigt avslutat, eftersom han enligt vittnen besökte henne fram till hennes död.
År 1886 levde hon ensam i Cooley's Lodging House på Thrawl Street i Spitalfields, där hon i april året därpå lärde känna diversearbetaren Joseph Barnett. Kelly och Barnett levde tillsammans från april 1887. De var först bosatta på George Street, därefter på Little Paternoster Row, sedan på Brick Lane och, från februari eller mars 1888, på Miller's Court 13.
Mary Kelly beskrevs som mer bildad än vad som var vanligt för hennes samhällsklass, begåvad, ordentlig och vänlig, men ohanterlig under berusning. Till det yttre beskrevs hon som mycket attraktiv.

### Sista tid, död
I augusti eller september 1888 förlorade Joseph Barnett sitt arbete, vilket gjorde att Mary Kelly återgick till prostitutionen för att försörja sig. Barnett avslutade då förhållandet, och flyttade i oktober till Buller's pensionat. Barnett själv uppger att han avslutade förhållandet för att Kelly lät andra prostituerade sova i hennes rum.
Den 5–6 november sov Maria Harvey över hos Kelly, innan hon kunde flytta in i en egen bostad. Barnett fortsatte dock att besöka Kelly, och gav henne ibland pengar. Den 7 november sågs Kelly av Thomas Bowyer i sällskap med en man som motsvarade den beskrivning som gavs av den man som sågs med Elizabeth Stride före hennes mord.
Klockan 23:45 fredagen den 8 november sågs Kelly av en granne, den prostituerade Mary Ann Cox. Kelly gick då hem i berusat tillstånd, i sällskap med en fetlagd man med morotsfärgad mustasch. Cox sade godnatt till Kelly, som sade till Cox att hon skulle sjunga. En stund senare kunde Cox höra Kelly sjunga sången "A Violet from Mother's Grave". Enligt Cox sjöng Kelly fortfarande cirka 01:00. Ljus kunde ses från hennes fönster. Strax efteråt gick Elizabeth Prater, som bodde i rummet ovanför Kelly, hem och till sängs i berusat tillstånd. Hon kunde inte höra sång eller se något ljus från Kellys bostad.
02:00 uppgav George Hutchinson att han mötte Kelly på Flower and Dean Street. Hon bad honom att låna henne pengar, men då han avvisade henne, tog hon adjö och sade att hon måste tjäna ihop pengar. Hutchinson såg henne sedan möta och tala med en man. Kelly och mannen växlade några ord och började sedan gå mot Dorset Street. Mannen beskrivs som blek, med smal mustasch, mörkt hår och ögon och buskiga ögonbryn, ungefär 35 år gammal. Han var klädd i en mörk rock trimmad med astrakan, vit krage och svart slips och bar ett paket i vänster hand. Paret stannade tre minuter utanför Miller's Court och samtalade, innan de gick in i Kellys bostad. Kelly bad då om en näsduk, och mannen gav henne en röd.
Hutchinson väntade utanför Kellys bostad fram till 03:00. Vid samma klockslag återvände Mary Ann Cox hem. Hon gick inte till sängs utan var vaken i sin bostad. Hon uppgav att hon hörde män gå ut och in i huset. 04:00 väcktes grannen ovanför Kelly, Elizabeth Prater, av sin kattunge. Hon hörde ropet: "Åh, mord!", men struntade i det eftersom utrop som detta var vanliga i East End. Sarah Lewis, som sov över hos grannar, hörde samma rop. Klockan 05:45 uppgav Mary Ann Cox att en man gick ut längs gatan, men att hon inte visste från vilken lägenhet, eftersom han inte stängde dörren.
Under förmiddagen skickade Kellys hyresvärd John McCarthy sin assistent Thomas Bowyer för att samla in hyran. Kelly var sex veckor efter med betalningen. Klockan 10:45 knackade Bowyer på hennes dörr men fick inget svar. Han tittade då igenom det trasiga fönstret och fick se att Kellys stympade lik låg på sängen. Bowyer meddelade omgående  det inträffade för McCartney, som i sin tur kontaktade polisen. Hennes kropp var kraftigt stympad. Bland annat var båda brösten avskurna i cirkulära snitt, armarna lemlästade, inälvorna uttagna och placerade vid olika delar runt kroppen och bukens samt lårens ytterskikt kraftigt uppskurna. Ansiktet var oigenkännligt då näsa, kinder, ögonbryn och öron så gott som helt var bortskurna. Dr. Thomas Bond och Dr. George Bagster Phillips undersökte kroppen. De båda tidsbestämde hennes död till cirka 12 timmar före undersökningen, och Phillips föreslog att de omfattande stympningarna skulle ha tagit ungefär två timmar att utföra.

## I populärkulturen

### Filmer
- Edina Ronay porträtterar Mary Jane Kelly i En studie i skräck från 1965.
- I En studie i skräck från 1979 gestaltas Kelly av Susan Clark.
- Lysette Anthony gestaltar Kelly i TV-serien Jack the Ripper från 1988.
- I From Hell från 2001 porträtteras Kelly av Heather Graham.
- Katie Jarvis spelar Kelly i kortfilmen Ginger från 2015.

### I musik
- Danska rockbandet Volbeat har uppkallat en låt efter henne på sin skiva Seal the Deal & Let's Boogie.

## Galleri

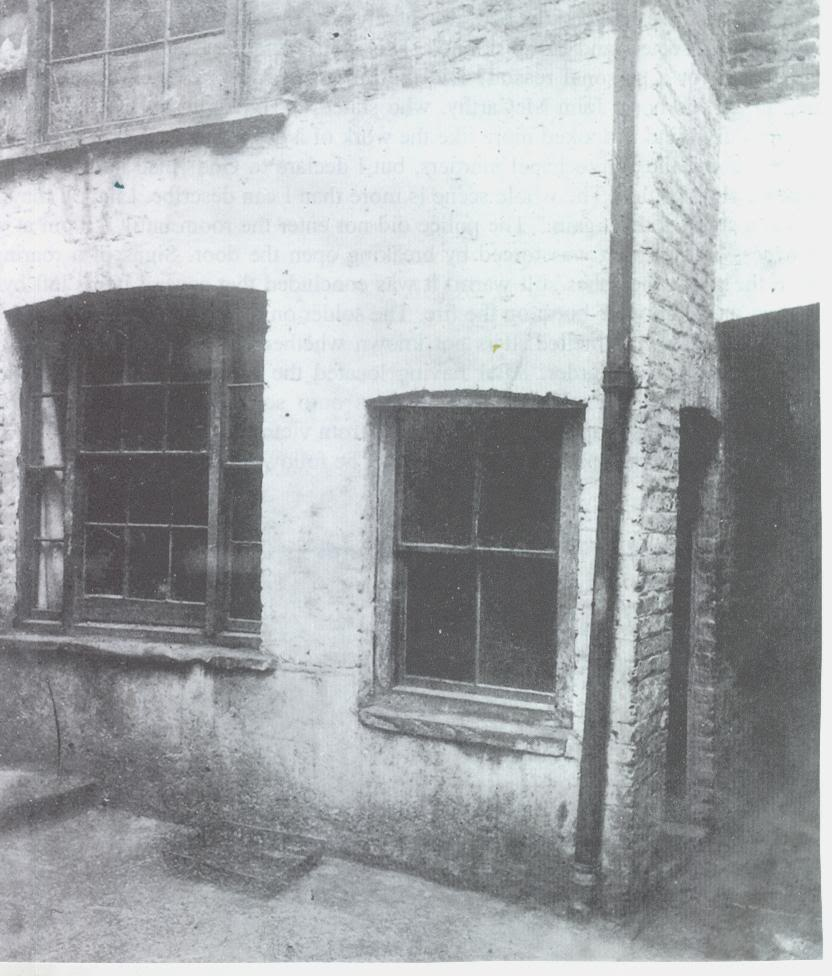
Miller's Court nummer 13
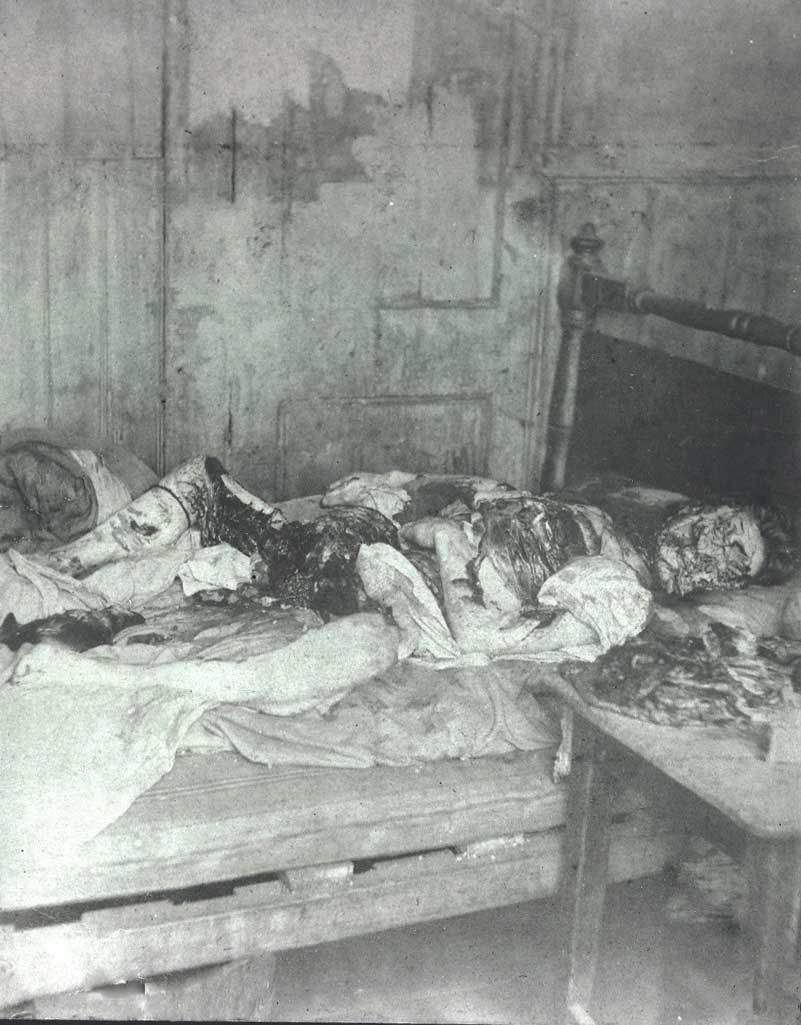
Den mördade Mary Jane Kellys kropp